# Trâu Anoa
Trâu rừng nhỏ hay trâu lùn, trâu Anoa (Bubalus depressicornis) là một phân chi của chi Trâu bao gồm hai loài có nguồn gốc từ Indonesia, trong họ Họ Trâu bò, bộ Bộ Guốc chẵn.
Trâu rừng nhỏ bao gồm: 
- Trâu lùn đồng bằng (Bubalus depressicornis)
- Trâu lùn miền núi (Bubalus quarlesi)

Nhưng cả hai loài đều sống trong khu vực rừng nhiệt đới xáo trộn, và có thể coi chúng là loài trâu nước thu nhỏ. Nhìn vẻ bề ngoài, chúng xuất hiện giống với một con nai hơn là so với họ hàng to lớn hơn của chúng. Các loài chỉ có trọng lượng từ 150–300 kg (330-660 lb).
Cả hai đều được tìm thấy trên đảo Sulawesi và các đảo lân cận của Buton ở Indonesia. Chúng là loài sống đơn lẻ hoặc theo từng cặp, chứ không sống thành các đàn đông đúc như hầu hết các đàn gia súc, trừ giai đoạn sinh đẻ. Một con cái sẽ cho ra đời một con non mỗi năm.
Cả hai loài trâu Anoa đều được phân loại như là loài có nguy cơ tuyệt chủng từ những năm 1960, và số lượng của chúng tiếp tục giảm sút. Hiện nay, cả hai loài thuộc phân loài trên chỉ còn chưa tới 5000 cá thể. Sự sụt giảm của chúng là bởi việc săn bắn để lấy da, sừng và thịt bởi những người dân địa phương, cùng với việc mất nơi sống.

## Hình ảnh

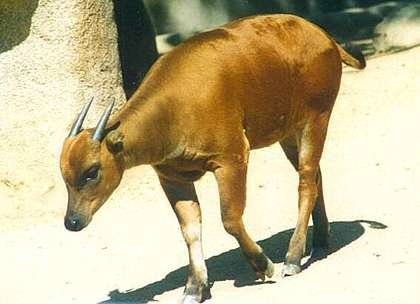
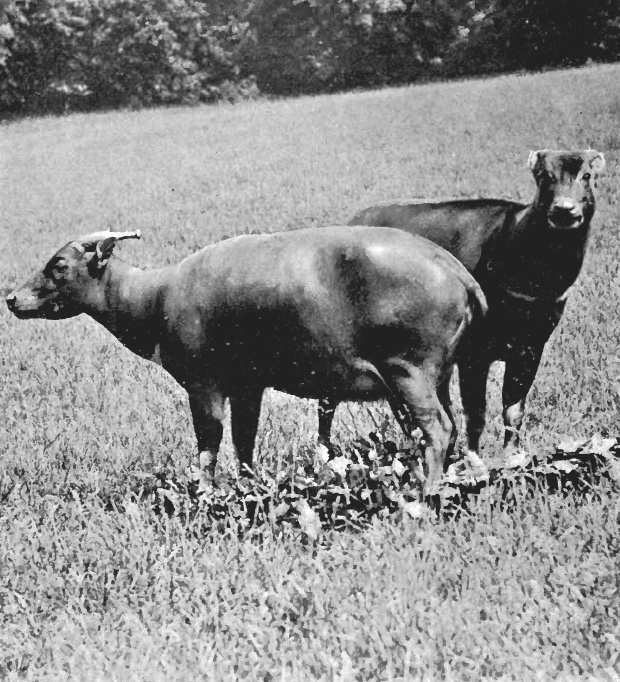
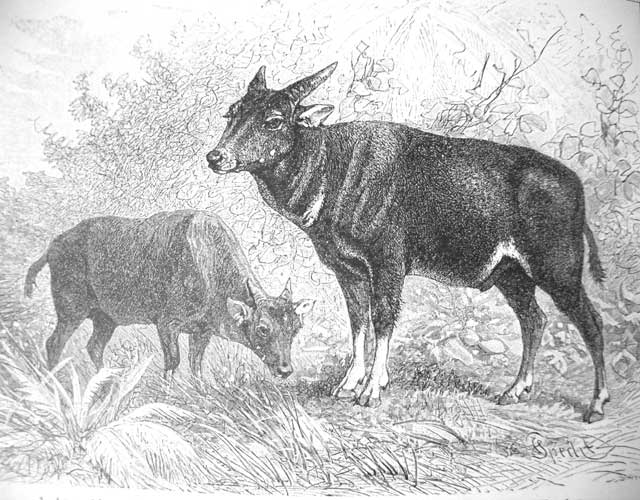
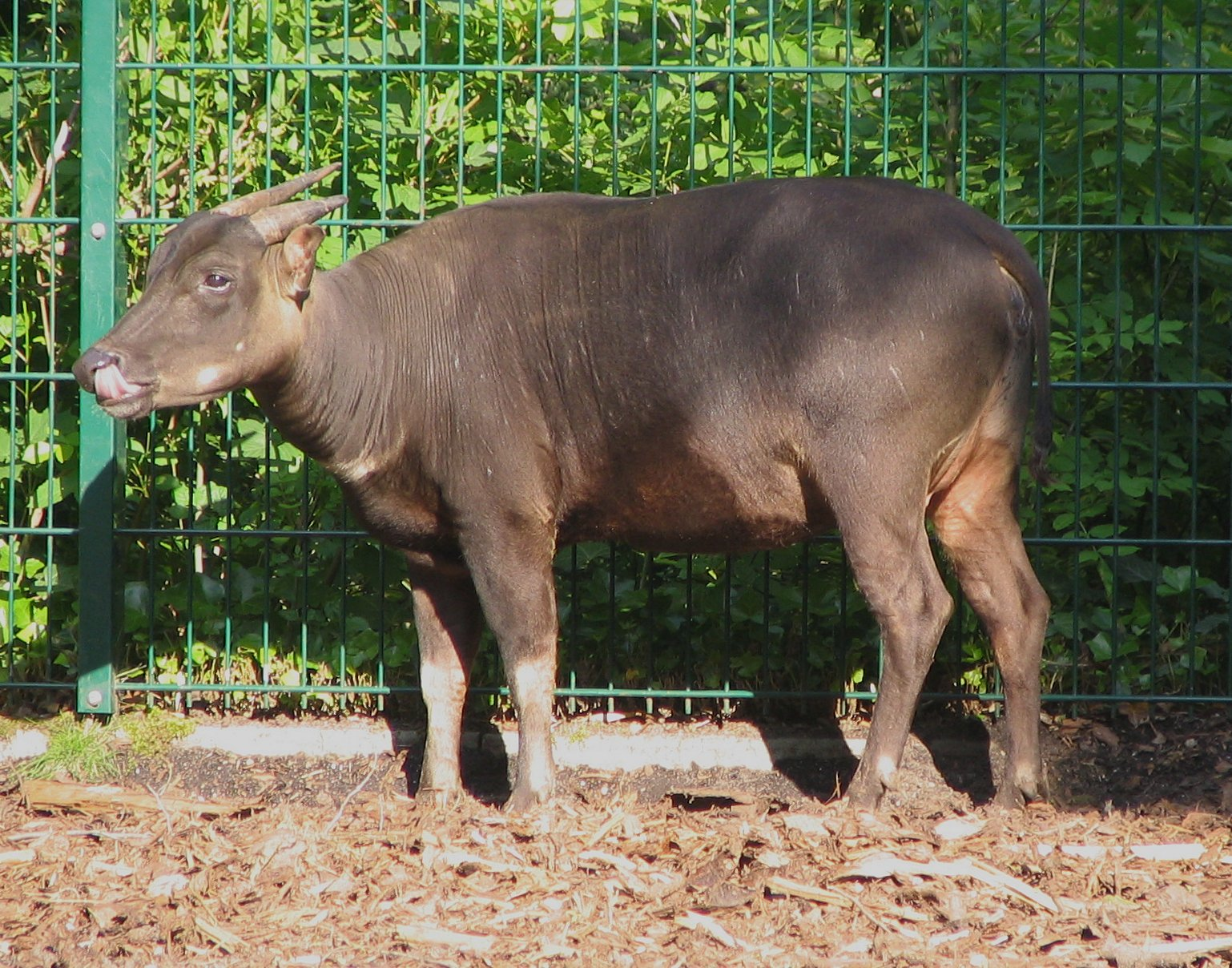